# Peñarol Rugby
Peñarol Rugby es una franquicia profesional de rugby de Uruguay con sede en la ciudad de Montevideo y que disputa el Súper Rugby Américas, máxima competición de rugby profesional en América del Sur. La franquicia pertenece a la Unión de Rugby del Uruguay, con el Club Atlético Peñarol actuando como socio inversor, cediendo su imagen y nombre. Juega de local en el Estadio Charrúa.
Peñarol Rugby esta compuesto por los mejores jugadores del Campeonato Uruguayo de Rugby, torneo del cual no participa, compitiendo únicamente de forma internacional en el Súper Rugby Américas, un torneo cerrado bajo el formato de franquicias. Peñarol se destaca como uno de los protagonistas de este torneo, siendo el máximo ganador con tres títulos: 2022, 2023 y 2025. Además, es junto a Selknam Rugby y Yacare XV uno de los únicos equipos que han participado de cada temporada del torneo.

## Historia

### Creación (2019)
La creación de una franquicia profesional de rugby en Uruguay fue un proyecto de la Unión de Rugby del Uruguay (URU) que se dio en conjunto con la creación de la Súper Liga Americana de Rugby, una liga profesional organizada por Sudamérica Rugby (SAR) con apoyo económico de World Rugby. Ambos proyectos tenían como objetivo profesionalizar el deporte en la región, elevando el nivel de competencia de los países involucrados y apoyando el desarrollo de las selecciones nacionales sudamericanas. El torneo usaría el sistema de franquicias, con los equipos funcionando como clubes capaces de contratar jugadores extranjeros pero actuando de forma independiente al sistema de clubes de cada país. Debido a esto, las equipos estarían compuestos principalmente por los mejores jugadores del rugby local y en el caso de países como Uruguay, la franquicias serían muy similares a sus respectivos seleccionados nacionales.
El proyecto original de la URU planeaba contar con dos franquicias en la SLAR, llevando los nombres de Peñarol y Nacional, los dos equipos de fútbol más populares de Uruguay, a las cuales se llegaría a través de acuerdo comerciales. El objetivo de llevar estos nombres era adquirir "marcas fuertes" con la intención de generar un impacto comercial y atraer fanáticos a las franquicias y al rugby en general. En noviembre de 2019, se decidió que solo una franquicia participaría de la temporada inaugural del torneo en 2020, con Peñarol siendo el principal candidato por estar más avanzado su acuerdo y con la segunda franquicia ingresando en 2021. La franquicia pertenecería en un 51% a la URU y un 49% a socios inversores privados, mientras que el Club Atlético Peñarol aportaría su marca y escudo sin invertir capital.
El 29 de noviembre de 2019 la franquicia fue presentada de forma oficial bajo el nombre Peñarol Rugby, cuando la Súper Liga Americana de Rugby y sus participantes fueron lanzados oficialmente en Montevideo. Representando a Peñarol en la presentación estaban Evaristo González, CEO de la franquicia, y Santiago Arata, figura de la Selección de rugby de Uruguay. Se presentó también la camiseta del equipo, utilizando los colores tradicionales del Club Atlético Peñarol (negro y oro) pero con un diseño horizontal estilo "chevron", en homenaje a los orígenes ferroviarios del club.

### Súper Liga Americana de Rugby (2020-2022)
El primer partido de la historia de Peñarol Rugby fue un amistoso contra el Corinthians de Brasil, actual Cobras Brasil XV, disputado en febrero de 2020, con victoria por 45-14. Por otra parte, el primer partido oficial fue el 4 de marzo de 2020 en el Estadio Charrúa de Montevideo contra Selknam de Chile, con derrota 13-15 para Peñarol. El partido marcó varios hitos, siendo el primer partido oficial entre dos equipos sudamericanos profesionales; el primer partido en la historia de la Súper Liga Americana de Rugby (actual Súper Rugby Américas); y el primer partido entre Peñarol y Selknam, una de las mayores rivalidades en el torneo.
El segundo partido de Peñarol debía disputarse el 20 de marzo en Brasil durante la tercera ronda, sin embargo, debido al impacto de la pandemia de COVID-19 de 2020 en América el torneo debió suspenderse durante la segunda ronda, la cual era fecha libre para Peñarol. Con el agravamiento de la situación epidemiológica a nivel global, el Consejo de la SLAR decidió suspender la primera edición del torneo de forma definitiva el 17 de marzo, con el apoyo Sudamérica Rugby y representantes de todas los equipos, dando la temporada por inconclusa y con Peñarol disputando sólo un partido oficial.
En las siguientes dos temporadas, la Súper Liga Americana de Rugby se llevó a cabo en su totalidad, pero debido a la persistencia de la situación epidemiológica, todo los partidos se jugaron en "burbujas sanitarias" y sin público. Uruguay fue elegida como una de las sedes principales de este formato, con el Estadio Charrúa de Montevideo albergando más de la mitad de todos los encuentros, incluyendo todos los encuentros de las fases finales. Peñarol tuvo un papel destacado durante este periodo, alcanzando la final en 2021 (derrota 36-28 ante Jaguares XV) y consagrándose campeón en 2022 (victoria 24-13 ante Selknam), totalizando 18 victorias y 6 derrotas a lo largo de ambas campañas. 

### Súper Rugby Américas (2023-actualidad)
Desde la temporada 2023, la SLAR pasó a ser conocida como Súper Rugby Américas, dejando de lado las burbujas sanitarias con sedes únicas y reincorporando los partidos de local y visitante. Peñarol mantuvo su papel destacado en el torneo, ganando la fase regular y derrotando a Dogos XV de Córdoba en la final por 23-17, totalizando 12 victorias y 2 derrotas (ambas ante Pampas de Buenos Aires). Tras este título, Peñarol se convirtió en el máximo ganador en la historia del torneo y el primer equipo en ganar dos temporada de forma consecutiva. En mayo de 2023, Peñarol derrotó al equipo de Black Lions de Georgia, campeón de la edición 2022 de la Rugby Europe Super Cup, coronándose campeón del Torneo Desafío de Campeones de América y Europa.
En 2024 Peñarol tuvo su peor temporada, terminando la fase regular en el cuarto puesto con 5 victorias, 1 empate y 6 derrotas y siendo eliminados por primera vez antes de la final, cayendo en la instancia de semifinales. En la temporada 2025, Peñarol vuelve a alzarse con el título de campeón, derrotando nuevamente a Dogos XV en la final por 35-34 y consiguiendo su tercer título oficial.

## Participación en torneos
Al ser un equipo que participa de un torneo cerrado de franquicias profesionales, Peñarol solamente compite de forma oficial en el Súper Rugby Américas.
| Temporada | PJ | PG | PE | PP | AF  | AC  | Dif. | Reg.  | Pts. | Clasificación final |
| --------- | -- | -- | -- | -- | --- | --- | ---- | ----- | ---- | ------------------- |
| 2020      | 1  | 0  | 0  | 1  | 13  | 15  | -2   | Susp. | 1    | Temp. suspendida    |
| 2021      | 12 | 8  | 0  | 4  | 324 | 260 | +64  | 2.º   | 35   | Subcampeón          |
| 2022      | 12 | 10 | 0  | 2  | 365 | 148 | +217 | 1.º   | 49   | Campeón             |
| 2023      | 14 | 12 | 0  | 2  | 459 | 259 | +200 | 1.º   | 60   | Campeón             |
| 2024      | 13 | 5  | 1  | 7  | 318 | 366 | -48  | 4.º   | 29   | Semifinalista (4.º) |
| 2025      | 14 | 10 | 0  | 4  | 397 | 316 | +81  | 2.º   | 49   | Campeón             |

## Plantel
Plantel para la temporada 2025 del Súper Rugby Américas.
| Nac.                 | Pos. | Jugador                    | Edad | Club de origen          | Ref.   |
| -------------------- | ---- | -------------------------- | ---- | ----------------------- | ------ |
| Bandera de Argentina | PIL  | Joaquín Lerche             | 28   | CRAI                    |        |
| Bandera de Argentina | PIL  | Bautista Bottino           | 22   | San Cirano              |        |
| Bandera de Uruguay   | PIL  | Mateo Perillo              | 24   | Club Seminario          |        |
| Bandera de Uruguay   | PIL  | Santiago Pizurnia          | 26   | Ceibos Club             |        |
| Bandera de Uruguay   | HKR  | Francisco García Buenseñor | 20   | CTM Rugby               |        |
| Bandera de Uruguay   | HKR  | Joaquín Myszka             | 22   | Old Boys Club           |        |
| Bandera de Uruguay   | HKR  | Sebastián Pérez            | 22   | Los Cuervos             |        |
| Bandera de Uruguay   | HKR  | Guillermo Pujadas          | 28   | Champagnat              |        |
| Bandera de Argentina | PIL  | Bautista Vidal             | 22   | Alumni                  | [ 14 ] |
| Bandera de Uruguay   | PIL  | Mateo Sanguinetti          | 32   | Los Cuervos             |        |
| Bandera de Uruguay   | PIL  | Francisco Suárez           | 23   | Lions Rugby Club        |        |
| Bandera de Uruguay   | SEG  | Felipe Aliaga Bonnet       | 25   | Ceibos Club             |        |
| Bandera de Uruguay   | SEG  | Juan Manuel Rodríguez      | 28   | Trébol de Paysandú      |        |
| Bandera de Uruguay   | SEG  | Federico de los Santos     | 23   | Los Cuervos             |        |
| Bandera de Argentina | SEG  | Franco Marini              | 22   | Tigres Rugby Club       |        |
| Bandera de Uruguay   | ALA  | Manuel Rosmarino           | 21   | Champagnat              |        |
| Bandera de Uruguay   | SEG  | Franco Bertini             | 20   | Old Boys Club           |        |
| Bandera de Uruguay   | OCT  | Manuel Diana               | 28   | Old Christians Club     |        |
| Bandera de Uruguay   | ALA  | Lucas Bianchi              | 23   | Los Cuervos             |        |
| Bandera de Uruguay   | ALA  | Santiago Civetta           | 26   | Old Boys Club           |        |
| Bandera de Uruguay   | ALA  | Francisco Gallo            | 19   | Trébol de Paysandú      |        |
| Bandera de Uruguay   | OCT  | Carlos Deus                | 23   | Old Boys Club           |        |
| Bandera de Uruguay   | MME  | Santiago Álvarez           | 23   | Carrasco Polo Club      |        |
| Bandera de Argentina | MME  | Tomás di Biase             | 20   | Deportiva Francesa      |        |
| Bandera de Uruguay   | APE  | Ícaro Amarillo             | 20   | Carrasco Polo Club      |        |
| Bandera de Uruguay   | APE  | Felipe Etcheverry          | 28   | Carrasco Polo Club      |        |
| Bandera de Uruguay   | APE  | Francisco Landauer         | 19   | Old Christians Club     |        |
| Bandera de Uruguay   | APE  | Juan Zuccarino             | 25   | Montevideo Cricket Club |        |
| Bandera de Portugal  | W/A  | Manuel Cardoso Pinto       | 26   | Agronomia               |        |
| Bandera de Uruguay   | CEN  | Juan Manuel Alonso         | 23   | Montevideo Cricket Club |        |
| Bandera de Uruguay   | CEN  | Alfonso Perillo            | 19   | Club Seminario          |        |
| Bandera de Uruguay   | CEN  | Joaquín Suárez             | 21   | Montevideo Cricket Club |        |
| Bandera de Uruguay   | CEN  | Andrés Vilaseca            | 33   | Old Boys Club           |        |
| Bandera de Uruguay   | CEN  | Felipe Arcos Pérez         | 24   | Old Boys Club           | [ 15 ] |
| Bandera de Uruguay   | CEN  | Bautista Basso             | 24   | Old Boys Club           |        |
| Bandera de Argentina | CEN  | Bautista Farise            | 24   | Comercial Rugby Club    |        |
| Bandera de Uruguay   | CEN  | Justo Ferrario             | 18   | Lobos Rugby Club        |        |
| Bandera de Uruguay   | W/A  | Baltazar Amaya             | 25   | Old Boys Club           | [ 16 ] |
| Bandera de Uruguay   | W/A  | Ignacio Facciolo           | 23   | CTM Rugby               |        |
| Bandera de Uruguay   | W/A  | Mateo Viñals               | 26   | Carrasco Polo Club      |        |

## Palmarés
| Palmarés                                 | Palmarés         | Palmarés   |
| ---------------------------------------- | ---------------- | ---------- |
| Competición Internacional                | Títulos          | Subtítulos |
| Super Rugby Américas                     | 2022, 2023, 2025 | 2021       |
| Challenge Cup of the Americas            |                  | 2022       |
| Desafío de Campeones de América y Europa | 2023             |            |

## Indumentaria y patrocinio
| Indumentaria \| Período \| Proveedor \| \| ------------- \| ------------ \| \| 2020-presente \| Flash Sports \| |              |
| Período | Proveedor    |
| 2020-presente                                                                                                   | Flash Sports |

| Patrocinio \| Período \| Patrocinio \| \| ------------- \| --------------------------------------- \| \| 2020 \| El Clon NGE Directv Asociación Española \| \| 2021-presente \| El Clon NGE Renault Directv \| |                                         |
| Período | Patrocinio                              |
| 2020 | El Clon NGE Directv Asociación Española |
| 2021-presente | El Clon NGE Renault Directv             |